# Війна першої коаліції
Війна першої коаліції (фр. Guerre de la Première Coalition) — загальна назва воєнних дій, що відбувались у 1792–1797 роках з метою захисту від Франції, яка оголосила у 1792 році війну Габсбурзькій монархії, та реставрації у Франції монархії.
Воєнні дії почались із вторгнення французьких військ до володінь німецьких держав на Рейні, за чим відбулось вторгнення військ коаліції до меж Французької республіки. Невдовзі вороги були відбиті й сама Французька республіка почала активні воєнні дії проти коаліції — вторглась до Іспанії, Сардинського королівства й західних німецьких держав. Невдовзі, у 1793 році, відбулась битва під Тулоном, де вперше проявив себе молодий і талановитий полководець Наполеон Бонапарт. Після низки перемог коаліціанти були змушені визнати Французьку республіку та всі її завоювання (за винятком англійців), але потім, після погіршення становища Франції, війна відновилась.

## Початок війни
Революція, що відбулась у Французькому королівстві 1789 року, відчутно позначилась і на сусідніх з нею державах та змусила їхні уряди вдатись до рішучих заходів проти небезпеки, що їм загрожувала. Імператор Леопольд II і прусський король Фрідріх-Вільгельм II на особистій зустрічі у Пільніці домовились зупинити поширення революційних принципів. До цього їх спонукали й наполягання французьких емігрантів, які зібрали у Кобленці корпус військ під начальством принца Конде.
Військові приготування було розпочато, проте монархи довго не наважувались на початок ворожих дій. Ініціативу проявило Французьке королівство, яке 20 квітня 1792 року оголосила війну Габсбурзькій монархії за її неприязні дії проти Франції. Габсбурзька монархія та Прусське королівство уклали оборонний і наступальний союз, до якого поступово приєднались майже всі інші німецькі держави, а також Іспанія, Сардинське та Неаполітанське королівство.

## 1792
Влітку 1792 року союзні війська (в цілому — до 250 тис.) почали зосереджуватись на кордонах Французького королівства. Війська ці у тактичному відношенні (за мірками того часу) стояли набагато вище за французькі; але їхні командувачі, здебільшого люди похилого віку, вміли наслідувати Фрідріху Великому тільки у дрібницях та зовнішній формі: притому й руки у них були зв'язані присутністю при армії короля прусського та вказівками віденського Гофкрігсрату.
Зрештою, з самого початку воєнних дій виявилась повна незгода у складанні операційного плану: наступальний запал пруссаків зіткнувся з повільністю та перебільшеною обережністю австрійців. Французька регулярна армія не перевищувала тоді 125 тисяч, була сильно дезорганізована та втратила багатьох досвідчених генералів та офіцерів, які емігрували до чужих країв; війська зазнавали злиднів різного роду, матеріальна частина військового устрою була у вкрай поганому стані. Французький уряд вживав вкрай енергійних заходів для посилення армії та підняття її духу. Лінійній і так званій кордонній системам, яких додержувались командувачі союзників, французи готувались протиставити систему зімкнутих (колон) й вогонь численних стрільців (за прикладом американців у Війні за незалежність). Усякому простому рядовому, який демонстрував бойові якості, було відкрито шлях до вищих посад в армії. Нещадно, разом із тим, карались помилки та невдачі.
Спочатку вторгнення французів на чолі із Ламарл'єром до Австрійських Нідерландів завершилось цілковитою невдачею; вони були змушені відступати й обмежитись оборонними діями. 1 серпня головні сили союзників під проводом герцога Брауншвейзького подолали Рейн та почали зосереджуватись між Кельном і Майнцом. Переконаний емігрантами, що після вступу союзників до Франції всі консервативні елементи країни повстануть для придушення революційної меншості й для звільнення короля, герцог вирішив увірватись до Шампані та потім йти просто на Париж. Він видав грізну прокламацію, яка мала на меті налякати французів, але мала протилежну дію: її пихатий тон спричинив сильне обурення; усяк, хто міг, узявся за зброю, та менш ніж за два місяці чисельність французьких військ вже перевищила 400 тисяч, погано навчених та озброєних, проте натхнених і запальних. Наступальний рух союзників було уповільнено поганими дорогами в Арденнах та нестачею продовольства; французький головнокомандувач Дюмур'є встиг підтягнути підкріплення. 20 вересня відбулась малозначна сама по собі, але вкрай важлива за своїми наслідками канонада під Вальмі, що поклала край наступу союзників. Їхні війська, здивовані стійкістю супротивника, виснажені хворобами й різними злиднями, почали займатись мародерством, чим ще більше налаштували проти себе місцеве населення. Між тим французи щодня зміцнювались, і герцог Брауншвейзький, не маючи можливості ані йти уперед, ані залишатись у розграбованій Шампані, наважився піти з меж Франції.
Користуючись цим, Дюмур'є вторгся до Бельгії, 18 листопада розбив австрійців під Жемаппе й до кінця року оволодів усіма найголовнішими містами країни. На середньому Рейні французький генерал Кюстін, розбивши військові контингенти різних дрібних німецьких володарів, вторгся до Пфальцу та за сприяння революційної партії в Майнці оволодів цією важливою фортецею.
Дії французів у в Савойському герцогстві також проходили успішно.

## 1793
1 лютого 1793 року, одразу після страти Людовика XVI, Французька республіка оголосила війну Нідерландам та Королівству Великої Британії. Остання з цього часу очолила держави, що воювали проти Французької республіки, допомагала їм субсидіями і приватними експедиціями й у той самий час своїм флотом завдавала величезної шкоди колоніям і торгівлі противника.
У Нідерландах французи почали зазнавати невдач, що завершились 18 березня поразкою під Неєрвінденом. Після зради і втечі до неприятеля Дюмур'є, французький Національний конвент посилив армію новими полками й доручив нове начальство Дамп'єру, який невдовзі загинув у бою під Конде. Такий самий незначний успіх мали і призначені замість нього генерали Кюстін, а потім Журдан.
Дії на Середньому та Верхньому Рейні тривали зі змінним успіхом, але в цілому несприятливо для республіканців, які втратили Майнц та інші важливі пункти. Від повного розгрому їх рятувала тільки відсутність згоди у діях супротивників та взаємна недовіра між австрійцями й пруссаками.
Дії в Альпах, на кордоні Італії, були вдалими для французів, якими командував генерал Франсуа Келлерман. Сардинці, які вступили було до Савої, були розбиті під Альбареттом 20 вересня і Вальмені 14 жовтня й відступили до своїх позицій на Мон-Сенісі.
Війна у Піренеях тривала кволо, але скоріше сприятливо для французів. Міжусобна війна у Вандеї розпалювалась все дужче, й республіканські війська зазнавали там жорстоких поразок від роялістів. Того самого 1793 року Тулон зайняли англійці та іспанці, а потім його обложили й узяли республіканці.

## 1794
У кампанію 1794 року воєнні дії в Голландії, що розпочались у квітні, спочатку були успішними для союзників. Тоді ж у Гаазі було підписано договір про активізацію військових дій Пруссії проти Франції. Втім після початку польського повстання Тадеуша Костюшка Пруссія порушила умови договору, що дозволило французам відібрати у противника всі захоплені ним міста й фортеці та завдати йому кількох відчутних поразок, а до кінця року французи змусили Голландію, названу Батавською республікою, укласти з Французькою республікою союз.
У діях на Рейні щастя було також на боці французької зброї; до кінця року на лівому березі річки в руках союзників залишався один лише Майнц.
В Італії республіканці, двічі розбивши австро-сардинські війська, вдерлись у П'ємонт (у квітні), але розповсюдження повальних хвороб та поява англійського флоту у Генуезькій затоці змусили їх піти. У вересні вони вступили до генуезьких володінь, що вважались нейтральними, і розташувались там на зимових квартирах.
Велике герцогство Тосканське уклало з Францією окремий мир, яким зобов'язувалась визнати Французьку республіку та сплатити їй мільйон франків.

## 1795
Слідом за тим, у квітні 1795 року, король прусський, переконавшись, що війна надто швидко тягне фінанси Прусського королівства й не несе жодних вигод, уклав з республікою мир у Базелі й поступився їй усіма своїми за рейнськими володіннями. За підписаною 11 травня угодою майже вся північна частина Німеччини (відокремлена демаркаційною лінією) була проголошена нейтральною.
Іспанія також вийшла з коаліції, тож театр воєнних дій у Європі обмежився Південною Німеччиною та Північною Італією. Ці дії, внаслідок втоми обох сторін, відновились тільки у вересні, коли французькі війська під проводом Журдана й Пішегрю перейшли Рейн поблизу Нейвіда й Мангайма. Зазнавши великих невдач у боях з австрійцями, вони обидва невдовзі мали знову відступити на лівий берег річки; 31 грудня було укладено перемир'я.
В Італії австрійці спочатку витіснили французів з П'ємонта, але потім, коли з іспанського кордону прибув генерал Шерер зі східнопіренейською армією, австрійський генерал Девенс зазнав 23 листопада поразки під Лоано. Упродовж перемир'я обидві сторони отримали значні підкріплення й почали готуватись до рішучих дій.

## Італійська кампанія 1796

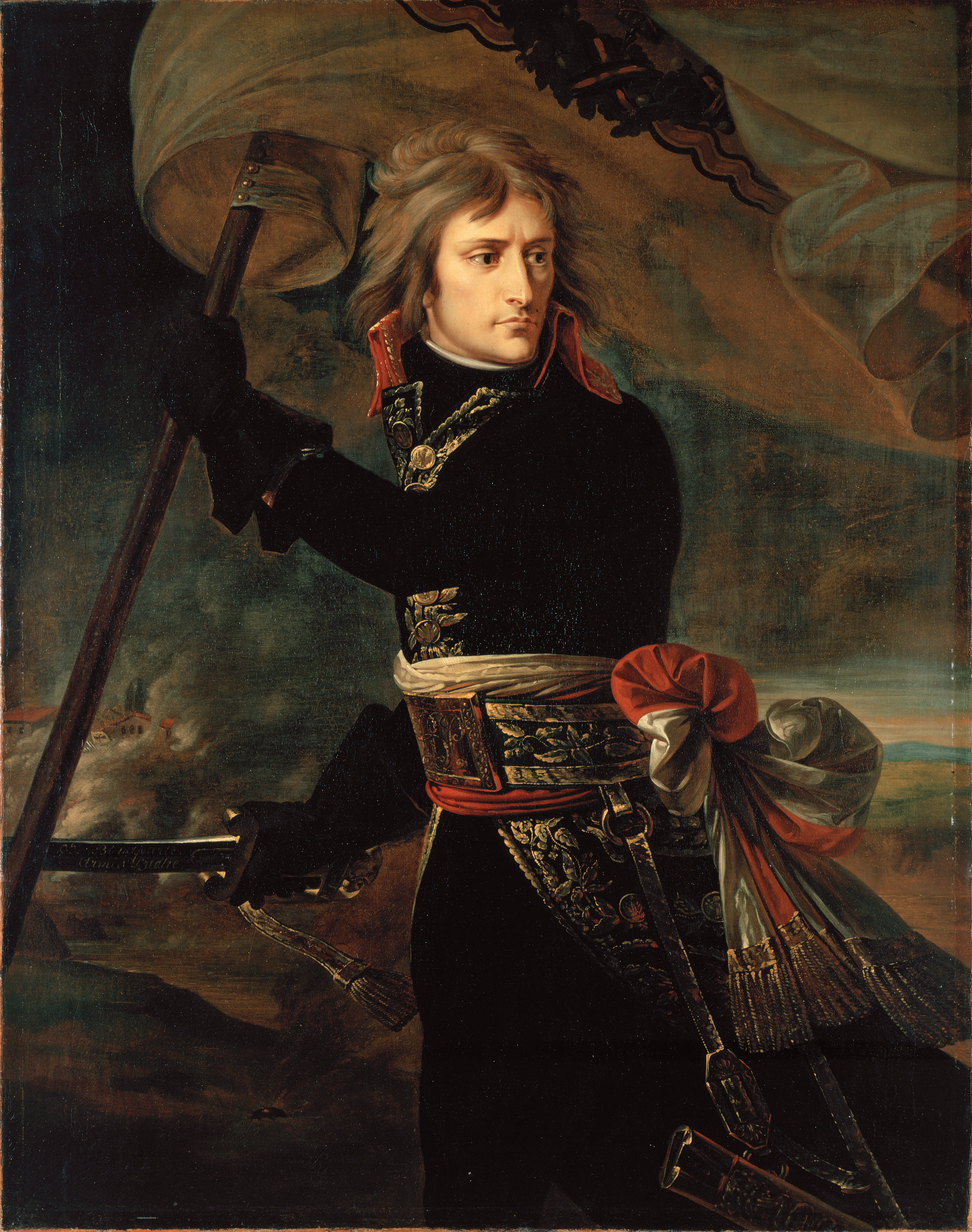
Наполеон на Аркольському мості (Антуан Гро)

На історичній сцені з'явились два молодих полководця, які невдовзі звернули на себе загальну увагу: Наполеон Бонапарт та ерцгерцог Карл. Складання операційного плану і постачання військ усім необхідним було доручено у Французькій республіці розумному та вмілому Карно, натомість в Габсбурзькій монархії все, як і раніше, залежало від гофкрігсрату, розпорядження якого тільки зв'язували руки головнокомандувачів. За планом, складеним Карно, рейнська й мозельська французькі армії під началом генерала Моро мали діяти спільно із самбр-маасською, яку очолював Журдан, проникнути двома колонами обома берегами Дунаю углиб Німеччини та з'єднатись під стінами Відня з італійською армією, яку було ввірено Бонапарту. 31 березня 1796 року перемир'я було перервано. Первинні дії французьких військ, що перетнули Рейн, проводились блискуче; австрійців відтіснили на всіх пунктах, й уже наприкінці липня герцог Вюртемберзький, маркграф Баденський й увесь Швабський округ були змушені укласти сепаратний мир, сплативши Французькій республіці 6 мільйонів ліврів контрибуції й поступившись їй безліччю володінь на лівому березі Рейну. У серпні їхньому прикладу наслідували Франконський та Верхньосаксонський округи, тож увесь тягар війни упав на одну Габсбурзьку монархію. Невдовзі, однак, обставини змінились: ерцгерцог Карл, скориставшись тим, що французькі колони були розділені Дунаєм, повернув спочатку проти Журдана, розбив його у кількох битвах й уже на початку вересня змусив його відступити за Рейн. Та сама доля чекала й на колону генерала Моро. До кінця вересня весь правий берег Рейну було знову очищено від французьких військ, після чого на Рейні було укладено тимчасове перемир'я.

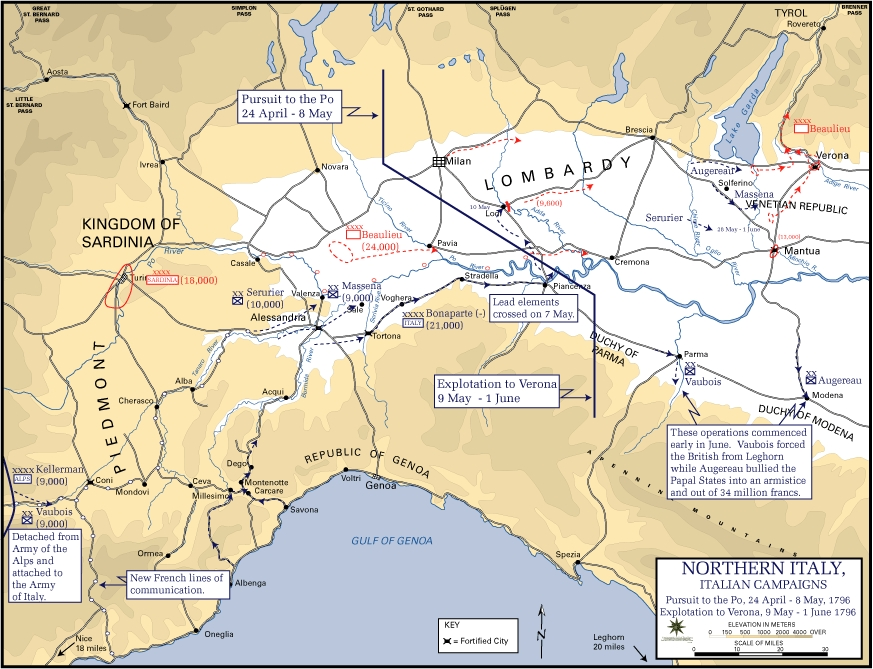
Карта Італійської кампанії 1796

Італійська кампанія 1796 року була досить сприятливою для французів завдяки вмілим діям їхнього молодого командувача. Прийнявши командування над армією, Бонапарт виявив у її скрутному матеріальному становищі, до якого довели її відсутність бережливості й казнокрадство попередніх начальників та інтендантства. Владною рукою він усунув всі зловживання, поставив нових начальників, зібрав необхідні кошти й продовольство та одразу надбав цим довіру й відданість солдат.
Свій операційний план він базував на швидкості дій та на зосередженні сил проти неприятеля, який дотримувався кордонної системи і сильно розтягнув свої війська. Швидким наступом йому вдалось роз'єднати війська сардинського генерала Коллі й австрійської армії Больє. Сардинський король, наляканий успіхами австрійців, уклав з ними 28 квітня перемир'я, яке дало Бонапарту кілька міст і вільний перехід через річку По. 7 травня він переправився через неї, й упродовж місяця очистив від австрійців майже всю Північну Італію. Герцоги Пармський і Моденський були змушені укласти перемир'я, куплене значною сумою грошей; з Мілана також було взято велику контрибуцію. 3 червня Бонапарт вступив до Верони. В руках австрійців залишились тільки фортеця Мантуя й цитадель Мілана. Неаполітанський король також уклав перемир'я з французами, його прикладу наслідував і папа, володіння якого заповнили французькі війська: йому довелось сплатити 20 мільйонів і надати французам значну кількість витворів мистецтва. 29 липня здалась Міланська цитадель, а потім Бонапарт взяв у облогу Мантую. Нова австрійська армія Вурмзера, яка прибула з Тіроля, не могла виправити становище; після низки невдач сам Вурмзер з частиною своїх сил був змушений зачинитись у Мантуї, яку перед тим марно намагався звільнити з облоги. Наприкінці жовтня в Італію було висунуто нові війська під командою Альвінці й Давидовича; але після битви при Ріволі їх остаточно відтіснили в Тіроль, при цьому вони зазнали величезних втрат.

## 1797
Становище Мантуї, де лютували повальні хвороби й голод, стало відчайдушним, і Вурмзер на початку 1797 року капітулював, маючи у розпорядженні 18 тисяч чоловік. Кампанія 1797 року в Німеччині не відзначилась нічим важливим. Після відбуття ерцгерцога Карла, призначеного головнокомандувачем, до Італії, французи знову перетнули Рейн (у середині квітня) і здобули кілька перемог над австрійцями, але звістка про укладення перемир'я у Леобені зупинила подальші воєнні дії. В Італії перші удари французів прийшлись на Папу Римського, який порушив угоду з Французькою республікою: в результаті йому довелось поступитись кількома містами та сплатити 15 мільйонів франків. 10 березня Бонапарт рушив проти австрійців, послаблені та дезорганізовані війська яких вже не могли чинити опір. За двадцять днів французи перебували вже лише у кількох переходах від Відня. Ерцгерцог Карл з дозволу імператора запропонував перемир'я, на що Бонапарт охоче погодився, оскільки і його становище ускладнювалось внаслідок віддаленості від джерел постачання армії; до того ж він був стурбований звістками про ворожі до нього рухи у Тіролі й Венеційській республіці. 18 квітня було укладено перемир'я в Леобені. Негайно після цього Бонапарт оголосив війну Венеційській республіці за порушення нейтралітету та вбивство багатьох французів. 16 травня Венецію зайняли його війська, а 6 червня потрапила під французьке володарювання й Генуезька республіка, яку було названо Лігурійською республікою. Наприкінці червня Бонапарт проголосив самостійність Цизальпійської республіки, що складалась із Ломбардії, Мантуї, Модени й деяких інших сусідніх володінь. 17 жовтня у Кампо-Форміо було укладено мир з Габсбурзькою монархією, що завершив Війну першої коаліції, з якої Французька республіка вийшла повною переможницею, хоча Велика Британія продовжувала воювати. Габсбурзька монархія відмовилась від Нідерландів, визнала кордоном Франції лівий берег Рейну й отримала частину володінь знищеної Венеційської республіки. Штатгальтеру Голландії та імперським володарям, які втратили свої за рейнські землі, було обіцяно винагороду шляхом скасування незалежних духовних володінь у Німеччині. Для вирішення усіх цих вкрай заплутаних питань було запропоновано зібрати у Раштаті конгрес з уповноважених Французької республіки, Габсбурзької монархії, Королівства Пруссія та інших німецьких володінь.

## Важливі події
- Битва під Вальмі (1792)
- Облога Тулона (1793)
- Битва під Ваттіньї 1793)
- Битва під Гандсхоотом (1793)
- Битва під Флерюсом (1794)
- Базельський мир (1795)
- Битва під Монтенотте (12.04.1796)
- Битва під Лоді (10.05.1796)
- Бій під Арколе (15-17.11.1796)
- Битва при Ріволі (15.05.1795
- Кампанії мир